# 용문차량사업소
용문차량사업소(龍門車輛事業所)는 경기도 양평군 용문면에 위치한 한국철도공사의 중앙선 철도차량기지이다. 수도권 전철 경의·중앙선을 운행하는 한국철도공사 321000호대 전동차의 검수와 주박을 담당하고 있다. 국토교통부의 철도거리표에는 용문기지(龍門基地)로 되어 있다.

## 개요
용문차량사업소가 신설되기 전까지는 321000호대 전동차의 검수를 수도권 전철 1호선의 이문차량사업소에서 시행하였으나, 2012년 4월 3일 용문차량사업소 완공과 동시에 중정비 업무를 제외한 모든 업무를 모두 이곳으로 이전하였다. 전동차 중정비는 여전히 이문차량사업소에서 시행하다가 수도권 전철 경의·중앙선 계통의 운행이 개시된 2014년 12월 27일 자로 문산차량사업소로 이관되었다.

## 배선도
용문역과 용문차량기지의 배선도는 다음과 같다.

## 연혁
- 2012년 4월 3일 : 용문-용문기지 간 용문기지선 신설, 용문차량사업소 영업 개시[1]

## 업무
- 한국철도공사 321000호대 전동차 검수 및 주박
- 한국철도공사 331000호대 전동차 검수 및 주박